# Австромиртус
Австромиртус (лат. Austromyrtus) — род кустарниковых растений семейства Миртовые (Myrtaceae). 
Три вида встречаются на восточном побережье Австралии, на территории Квинсленда и в Новом Южном Уэльсе. 
Плоды вида Austromyrtus dulcis съедобны и традиционно употреблялись в пищу местными жителями.
Многие виды, ранее относимые к этому роду, теперь помещаются в роды Gossia и Lenwebbia. Вид, ранее известный как Austromyrtus lasioclada, произрастающий на севере Нового Южного Уэльса и юго-востоке Квинсленда, теперь обозначается названием Lenwebbia lasioclada.
Род включает 8 видов:
- Austromyrtus dulcis (C.T.White) L.S.Sm.
- Austromyrtus glabra N.Snow & Guymer
- Austromyrtus lotoides (Guillaumin) Burret
- Austromyrtus mendute (Guillaumin) Burret
- Austromyrtus ploumensis (Däniker) Burret
- Austromyrtus poimbailensis (Guillaumin) Burret
- Austromyrtus styphelioides (Schltr.) Burret
- Austromyrtus tenuifolia (Sm.) Burret